# 백간병
백간병(白杆兵)은 명나라의 여장군 진양옥이 창설한 석주의 토병군으로, 이들이 주무장으로 사용하던 장창인 백간창에서 그 이름을 따왔다.

## 역사
이들의 주무장인 백간창은 진양옥이 석주의 지형 특성에 맞춰 물푸레나무로 만들었는데, 창날과 그 반대쪽에 각각 갈고리와 단단한 철고리가 달린 것이 특징이다. 전투시 흰색 막대의 갈고리를 자르고 당기거나 철제 고리를 망치 무기로 사용할 수 있었으며, 특히 수십개의 창고리를 연결해 절벽이나 벽을 넘는 도구로서 활용이 가능해 산악 전투에도 적합한 특징을 지니고 있었다. 이후 진양옥이 백성들이 평시에는 생업에 종사하다 전시가 되면 병사로 동원될 수 있도록 백간창으로 백성들을 훈련시키면서 백간병이라고 불리는 병사들이 탄생하게 된다.
만력 26년(1598), 귀주의 토사 양응룡이 9개 지역 묘족과 결탁하여 깃발을 들고 성도를 포위하며 반란을 일으켰다. 반란군들은 귀주의 험준한 지형과 높은 산과 강을 자연적인 장벽으로 활용했기에 한동안 그 기세가 만연한 상태였다. 이에 조정에서 이화룡을 투입하자 마천승과 진양옥이 백간병 3000명을 이끌고 이화룡과 함께 반란군을 진압하였다.
만력 44년(1616) 여진족의 누르하치가 후금을 건국한 후 명을 집요하게 공격하기 시작했다. 2년 후 사르후 전투에서 명이 후금에게 처참한 패배를 당하자 진양옥은 오빠인 진방병과 남동생인 진민병에게 백간병 3000명을 내주어 요동으로 보내 요동군을 지원하게 했으며, 그녀 자신은 이들에게 군수품 보급을 보장하기 위해 군량을 모으고 군마를 키웠다. 1621년 혼하 전투에서 백간병을 이끌고 혼하를 건넌 진 형제는 후금군과 대치하였으며, 이들은 팔기의 공격을 오랫동안 견디며 용감하게 맞서 싸웠지만 결과적으로 전투는 패배로 끝나고 진방평(秦方平)을 포함한 2,000명 이상의 백간병이 전사하고 말았다.
숭정 3년(1630) 유관을 점령한 홍타이지가 100,000명의 군대를 이끌고 만리장성의 희봉구를 우회하여 준화를 점령한 후 수도 북경 외곽에 도착하여 4개 도시를 연속적으로 함락시켰다. 후금군이 곧장 수도로 진격하자 숭정제는 근왕령을 내렸고 이에 진양옥이 후금군을 격퇴하기 위해 백간병을 이끌고 북경으로 출진했다. 이때 진양옥이 이끄는 백간병은 명이 후금에 빼앗긴 4개 도시를 차례로 수복하는 것을 도왔고, 포위된 수도를 구하는 것에도 일조했다. 숭정제는 진양옥의 공로를 치하하기 위해 그녀를 불러들여 칙령을 내렸을 뿐 아니라 주화와 술을 상으로 하사하고 백간병을 이끌고 적을 후퇴시킨 그녀의 공적을 기리는 4편의 시를 지었다.
이후에도 진양옥의 백간병 부대는 장헌충이나 나여재 등의 반군 세력을 상대하며 여러 승리를 거뒀다. 그러나 숭정 16년(1644년) 봄 귀주에서 명나라 장수 소첩춘이 진양옥의 조언을 듣지 않고 잘못된 판단을 거듭하는 동시에 수적 열세까지 겹쳐 결국 진양옥을 제외한 백간병 전체가 패사하면서 백간병은 사실상 해체되었다.

### 내용주
1. ↑  見《明史·秦良玉傳》記載:「良玉為人饒膽智，善騎射，兼通詞翰，儀度嫻雅。而馭下嚴峻，每行軍發令，戎伍肅然。所部號白桿兵，為遠近所憚。」。